# Wiek Oświecenia
Wiek Oświecenia – rocznik ukazujący się w Warszawie od 1978 roku. Publikowane są w nim interdyscyplinarne prace autorów związanych z UW. Stałe działy periodyku to: artykuły, recenzje, materiały oraz komunikaty. Tematyka to szeroko pojęte oświecenie.
Na liście czasopism, którym Ministerstwo Nauki i Szkolnictwa Wyższego przyznało punkty, znajduje się w kategorii B. Pozostałe czasopisma zagraniczne i czasopisma polskie, mając w 2010 roku 6 punktów, a w 2015 roku 12.